# 裸體恐懼症
裸體恐懼症，是指一種對於裸體的恐懼。其英語Gymnophobia來自希臘語（gumnos，裸體）與（phobos，恐懼）。這些人會因裸體而感到焦慮，甚至有可能明知這種恐懼是不理性的。他們可能會擔心見到他人裸體、或是被撞見自己的裸體。
裸體恐可能源自對性的焦慮，或是自身的劣等感（inferiority），抑或是裸體給他們帶來的曝露與未保護。